# Sa mạc

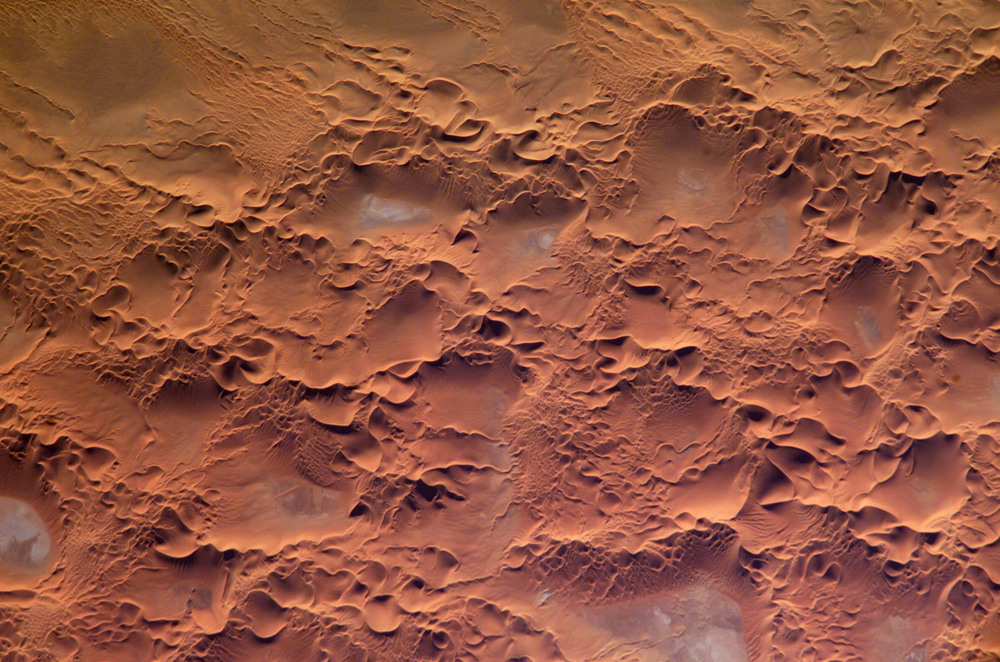
Sa mạc Isaouane, Algeria.

Sa mạc, còn gọi là hoang mạc cát, là một khu vực hoang mạc rộng, bằng phẳng được bao phủ bởi cát cuốn theo gió, có rất ít hoặc không có thảm thực vật. Nói một cách chính xác, sa mạc được định nghĩa là một khu vực hoang mạc có diện tích hơn 125 km vuông cát gió hoặc cát gió thổi, và có cát bao phủ hơn 20% bề mặt. Các khu vực nhỏ hơn được gọi là "cánh đồng cồn cát".   
Sahara là sa mạc lớn nhất trên thế giới, đồng thời là hoang mạc lớn thứ ba trên thế giới sau hoang mạc Nam Cực và hoang mạc Bắc Cực, có diện tích 9 triệu km2. Khoảng 85% lượng cát di động của Địa Cầu được tìm thấy ở các mỏ có diện tích lớn hơn 32.000 km2. Sa mạc cũng được tìm thấy trên các thiên thể khác, như trên Sao Kim, Sao Hỏa và vệ tinh Titan của Sao Thổ...

## Địa lý

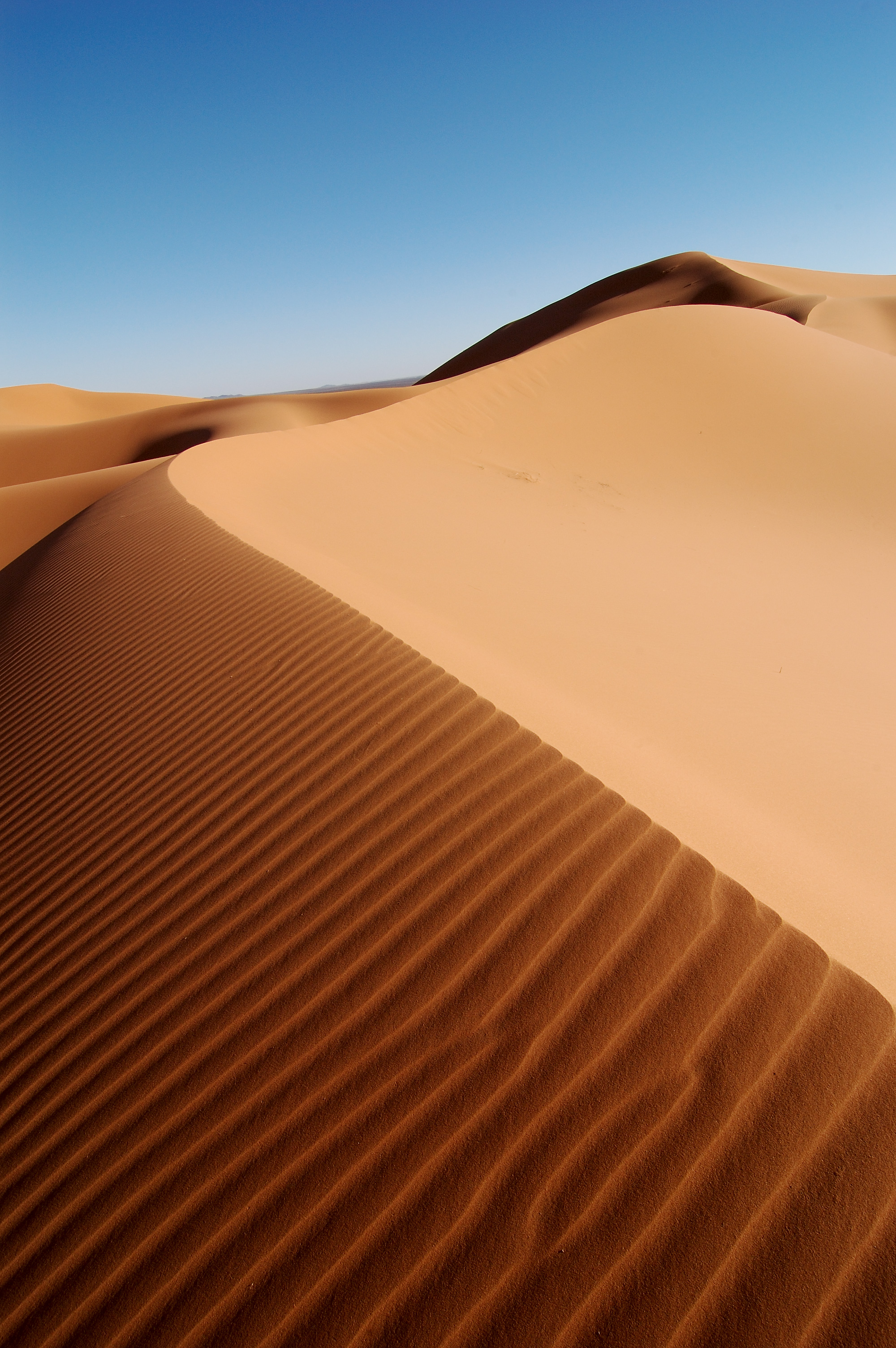
Sa mạc Chebi, Ma-rốc.

Biển cát và cồn cát thường xuất hiện ở những vùng xuôi gió có nhiều nguồn cát khô, rời rạc, chẳng hạn như lòng sông và đồng bằng khô cạn, vùng đồng bằng ngập lũ, đồng bằng sông băng, hồ khô và bãi biển. Sa mạc tập trung ở hai vành đai rộng từ vĩ độ 20° đến 40°B và 20° đến 40°N , bao gồm các vùng có không khí khô, lắng xuống của gió mậu dịch cắt ngang . Các sa mạc hoạt động được giới hạn ở các khu vực nhận được lượng mưa trung bình hàng năm không quá 150mm. Lớn nhất là ở phía bắc và Nam Phi, Trung và Tây Á, và Trung Úc.
Ở Nam Mỹ, các loài sinh vật bị giới hạn bởi dãy núi Andes, nhưng chúng có những cồn cát cực lớn ở ven biển Peru và tây bắc Argentina. Chúng cũng được tìm thấy ở một số nơi ở bờ biển phía đông bắc Brazil. Sa mạc hoạt động duy nhất ở Bắc Mỹ là ở Gran Desierto de Altar kéo dài từ hoang mạc Sonoran ở bang Sonora phía tây bắc Mexico đến hoang mạc Yuma của Arizona và cồn cát Algodones ở đông nam California. Một sa mạc đã được cố định bởi thảm thực vật tạo thành đồi cát Nebraska .

## Mô tả

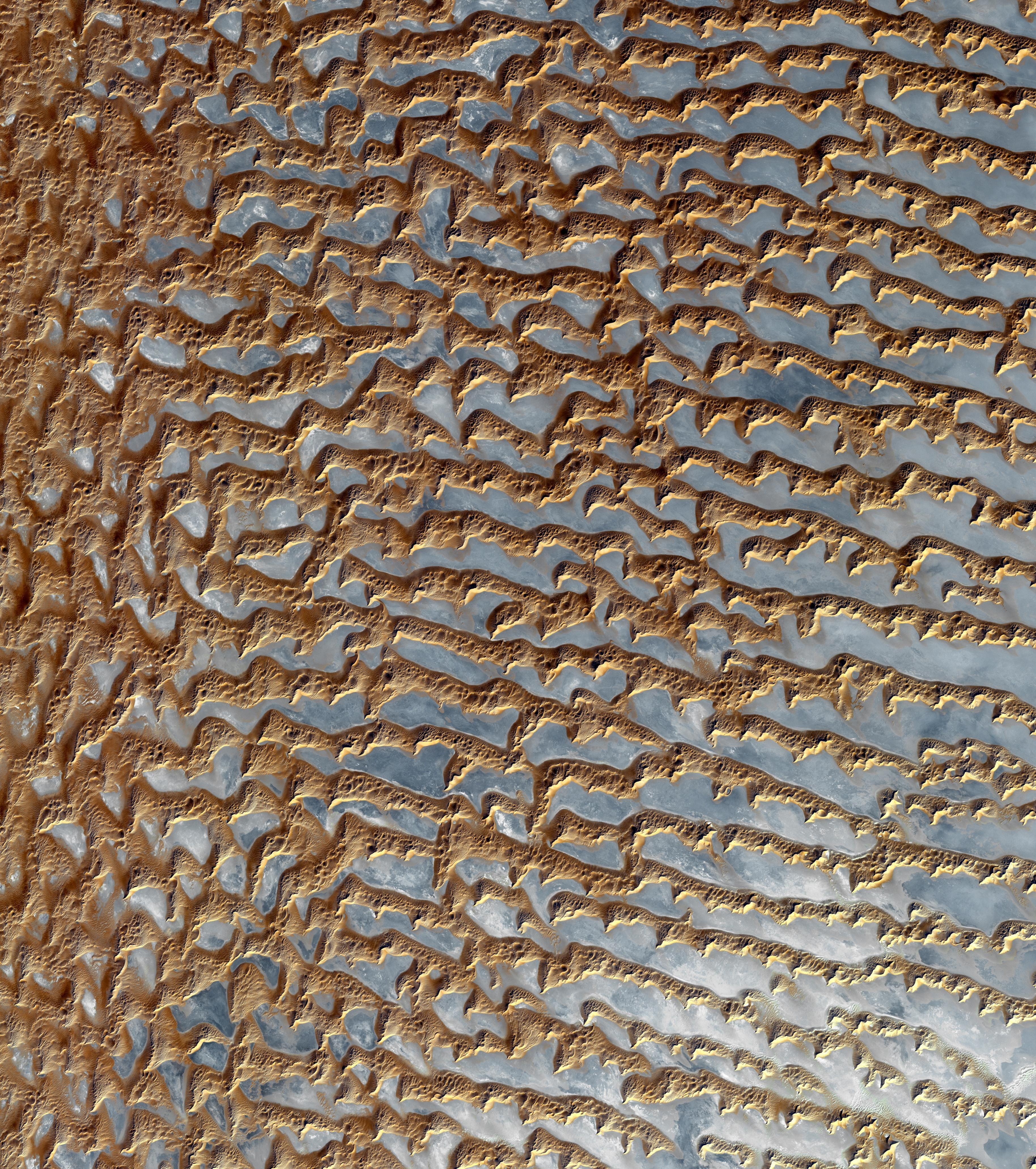
Ảnh chụp từ vệ tinh của Rub' al Khali (Khu phố trống của Ả Rập), khu vực rộng lớn nhất thế giới với diện tích hơn 600.000 km ^{2}

Hầu hết tất cả các loài sinh vật chính đều nằm ở cuối gió từ lòng sông ở những khu vực quá khô để có thể hỗ trợ thảm thực vật rộng lớn và do đó có thể bị xói mòn do gió kéo dài. Cát từ những nguồn dồi dào này di chuyển theo hướng gió và tích tụ thành những cồn cát rất lớn, nơi chuyển động của nó bị dừng lại hoặc chậm lại do các rào cản địa hình đối với luồng gió hoặc do sự hội tụ của luồng gió.
Toàn bộ mỏ cát và cồn cát có xu hướng di chuyển theo hướng gió cách nguồn cát của chúng hàng trăm km. Sự tích lũy như vậy đòi hỏi thời gian dài. Cần ít nhất một triệu năm để xây dựng các cồn cát có cồn rất lớn, chẳng hạn như ở Bán đảo Ả Rập, Bắc Phi và Trung Á. Biển cát tích tụ trong các lưu vực địa hình và cấu trúc sụt lún, chẳng hạn như Biển cát Murzuk của Libya, có thể đạt độ dày lớn (hơn 1000 m) nhưng những vùng khác, chẳng hạn như các cồn cát tuyến tính ở hoang mạc Simpson và hoang mạc Great Sandy của Australia, có thể không dày hơn các cồn cát riêng lẻ chồng lên trên đồng bằng phù sa. Trong các vùng biển cát ở một khu vực nhất định, các cồn cát có xu hướng thuộc một loại duy nhất. Ví dụ, có các sa mạc hoặc các trường cồn cát tuyến tính, cồn cát hình lưỡi liềm, cồn sao và cồn cát parabol, và các mảng cồn cát này có xu hướng có hướng và kích thước nhất quán. 
Về bản chất, sa mạc rất năng động. Các cồn cát nhỏ hơn hình thành và di chuyển dọc theo sườn của các cồn cát lớn hơn và các rặng cát. Lượng mưa thỉnh thoảng lấp đầy các lưu vực được hình thành bởi cồn cát; khi nước bay hơi, cặn muối sẽ bị bỏ lại.
Các cồn cát riêng lẻ ở sa mạc thường có chiều rộng, chiều dài hoặc cả hai kích thước lớn hơn 500m. Cả phạm vi khu vực của lớp phủ cát cũng như độ phức tạp và kích thước lớn của các cồn cát đều phân biệt các cồn cát với các cồn cát. Độ sâu của cát trong sa mạc rất khác nhau trên khắp thế giới, từ chỉ sâu vài cm ở dải cát Selima ở miền Nam Ai Cập, đến khoảng 1m ở hoang mạc Simpson và 21–43 m ở hoang mạc Sahara. Điều này nông hơn nhiều so với sa mạc thời tiền sử. Bằng chứng trong hồ sơ địa chất chỉ ra rằng một số vật thể Mesozoi và Paleozoi đạt tới độ sâu trung bình vài trăm mét.